# Cattedrale di Lomas de Zamora
La cattedrale di Nostra Signora della Pace (Catedral de Nuestra Señora de la Paz in spagnolo) è il principale edificio di culto cattolico della città argentina di Lomas de Zamora, nell'area metropolitana della grande Buenos Aires. La chiesa è sede della diocesi di Lomas de Zamora.

## Storia
L'edificio sorge su un terreno donato alla locale municipalità nel 1860 da Victorio Grigera. Il 16 gennaio di quello stesso anno fu posta la prima pietra della chiesa dal capo di gabinetto dello stato di Buenos Aires Bartolomé Mitre. I lavori furono condotti dagli architetti italiani Nicola e Giuseppe Canale. La chiesa fu aperta al culto il 22 gennaio 1865. Nonostante l'apertura risultavano mancanti ancora alcune sezioni dell'edificio. Nel 1898 iniziarono così una serie di lavori che videro la realizzazione della crociera, della cupola e del presbiterio.